# José Roberto Torres Gomes
José Roberto Torres Gomes nasceu em Passos, 07 de setembro de 1961. Ele é procurador, jurista e poeta, e ele foi defensor público e gestor. Atualmente é Procurador-Geral de Contas do Estado do Tocantins  e vice-presidente do Conselho Nacional de Procuradores Gerais de Contas (CNPGC)

## Carreira

### Formação
José Roberto Torres formou-se bacharel em direito pela Universidade Federal de Sergipe em 1987, e se tornou mestre em direito pelo Centro de Ensino Unificado de Brasília em 2017, tendo sido orientado no mestrado por Carlos Ayres Britto.

### Tribunal de Contas do Estado do Tocantins
2001 até a presente data:
- 2001 - até a presente data: Procurador de Contas do Ministério Público de Contas do Estado do Tocantins (cargo vitalício por concurso).
- 2020 - até a presente data: Procurador-Geral de Contas do Estado do Tocantins (eleição entre os pares com nomeação do governador do estado).

### Prefeitura Municipal de Palmas
2013-2014:
- Secretário Municipal de Assuntos Jurídicos.
- Secretário Municipal de Transparência e Controle (interino).
- Secretário Municipal de Planejamento e Gestão.
- Secretário Municipal de Administração e Recursos Humanos.

### Assembléia Legislativa do Estado do Tocantins
1990-1994
- Procurador Jurídico Legislativo.
- Chefe do Departamento de Operações Legislativas.
- Assitente Parlamentar da Presidência.

### Defensoria Pública do Estado de Sergipe
1988-2001
Defensor Público de Primeira Classe.

## Títulos
- 2013 - Cidadão Aracajuano Honorário, Câmara Municipal de Aracaju, Sergipe.
- 2010 - Cidadão Sergipano Honorário, Assembleia Legislativa do Estado de Sergipe.
- 1991 - Pioneiro do Tocantins, Assembleia Legislativa do Estado do Tocantins, "como reconhecimento à sua participação nos trabalhos de implantação e consolidação do Estado do Tocantins, no âmbito do Poder Legislativo".